# Mijanou Bardot
Marie-Jeanne Bardot, detta Mijanou (Parigi, 5 maggio 1938), è un'attrice francese.

## Vita privata
È sorella dell'attrice Brigitte Bardot. Sposata con l'attore belga Patrick Bauchau, ha avuto una figlia.

## Filmografia parziale
- Club di ragazze (Club de femmes), regia di Ralph Habib (1956)
- Fino all'ultimo (Jusqu'au dernier), regia di Pierre Billon (1957)
- Il pirata dello sparviero nero, regia di Sergio Grieco (1958)
- La venere della gang (Une balle dans le canon), regia di Michel Deville e Charles Gérard (1958)
- Sex Kittens Go to College, regia di Albert Zugsmith (1960)
- La collezionista (La collectionneuse), regia di Éric Rohmer (1967)